# Zorocrates unicolor
Zorocrates unicolor es una especie de araña del género Zorocrates, familia Zoropsidae. Fue descrita científicamente por Banks en 1901.
Habita en México y los Estados Unidos.